# RTP2 (ген)
RTP2 (англ. Receptor transporter protein 2) – білок, який кодується однойменним геном, розташованим у людей на 3-й хромосомі. Довжина поліпептидного ланцюга білка становить 225 амінокислот, а молекулярна маса — 26 068.
| 10         |  | 20         |  | 30         |  | 40         |  | 50         |
| ---------- |  | ---------- |  | ---------- |  | ---------- |  | ---------- |
| MCTSLTTCEW |  | KKVFYEKMEV |  | AKPADSWELI |  | IDPNLKPSEL |  | APGWKQYLEQ |
| HASGRFHCSW |  | CWHTWQSAHV |  | VILFHMFLDR |  | AQRAGSVRMR |  | VFKQLCYECG |
| TARLDESSML |  | EENIEGLVDN |  | LITSLREQCY |  | EEDGGQYRIH |  | VASRPDSGPH |
| RAEFCEACQE |  | GIVHWKPSEK |  | LLEEEVTTYT |  | SEASKPRAQA |  | GSGYNFLSLR |
| WCLFWASLCL |  | LVVYLQFSFL |  | SPAFF      |  |            |  |            |

A: Аланін

C: Цистеїн

D: Аспарагінова кислота

E: Глутамінова кислота

F: Фенілаланін

G: Гліцин

H: Гістидин

I: Ізолейцин

K: Лізин

L: Лейцин

M: Метіонін

N: Аспарагін

P: Пролін

Q: Глутамін

R: Аргінін

S: Серин

T: Треонін

V: Валін

W: Триптофан

Локалізований у клітинній мембрані, мембрані.